# Того (планини)
Того е името на група планини, част от Северногвинейските възвишения, простиращи се в централната част на западноафриканската държава Того и в съседните ѝ страни Гана и Бенин. В Гана тези планини са познати като Възвишения Аквапим, а в Бенин се наричат Атакора.